# علي أباد سيستانيها
علي أباد سيستانيها (بالفارسية: علی‌آباد سیستانی‌ها) هي قرية تقع في غلستان في إيران. يقدر عدد سكانها بـ 389 نسمة .